# Edmund Körner

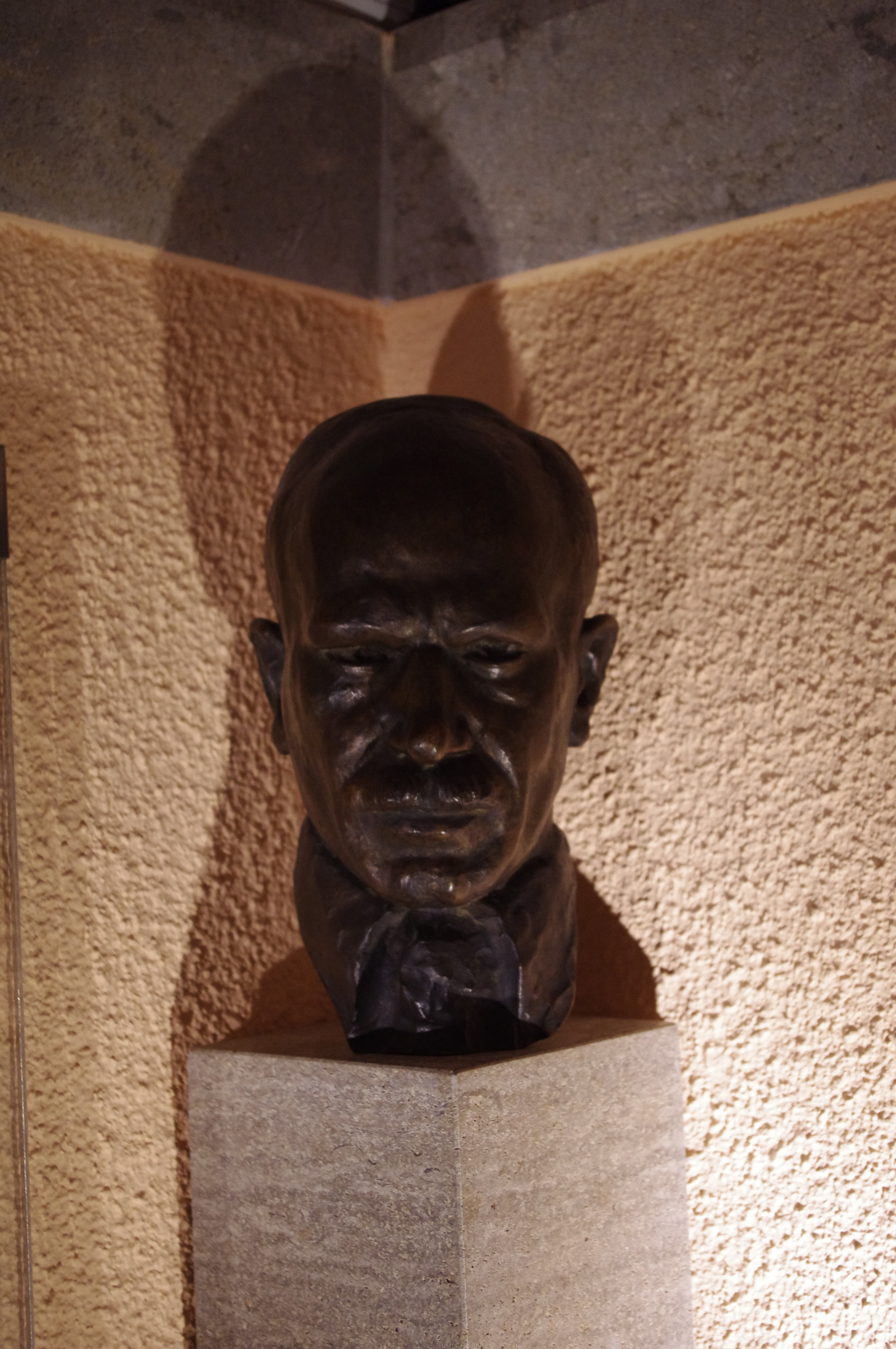
Büste von Edmund Körner in der Ausstellung der Alten Synagoge Essen

Edmund Hermann Georg Körner (* 2. Dezember 1874 in Leschwitz, Kreis Görlitz; † 14. Februar 1940 in Essen) war ein deutscher Architekt. Er war zeitweise Mitglied der Darmstädter Künstlerkolonie, lebte und arbeitete ansonsten in Essen.

## Leben und Wirken
Nach einer Lehre im Bauhandwerk besuchte Edmund Körner die Bauschule Sulza; später studierte er an der Technischen Hochschule Dresden und der Technischen Hochschule (Berlin-)Charlottenburg. Außerdem wurde er als Meisterschüler an der Berliner Kunstakademie aufgenommen.
Ab 1909 arbeitete er beim Hochbauamt der Stadt Essen, bis er 1911 an die Darmstädter Künstlerkolonie berufen wurde. Gleichzeitig wurde er Titularprofessor. Als nach dem Ausbruch des Ersten Weltkriegs die Arbeit der Künstlerkolonie allmählich zum Erliegen kam, kehrte Körner 1916 zurück nach Essen, wo er weiterhin erfolgreich als selbstständiger Architekt arbeitete.
Als ein Hauptwerk Körners gilt sein Entwurf für die Synagoge in Essen. Der beim Novemberpogrom 1938 beschädigte Sakralbau konnte nach einer ausführlichen Publikation aus dem Jahr 1914 teilweise erneuert werden. Der heute Alte Synagoge genannte Bau dient seit 2010 als Gedenkstätte und Haus jüdischer Kultur. Weil Körner an diesem Bau beteiligt war, erhielt er nach 1933 als „Judenfreund“ ein zeitweiliges Bauverbot für den Gau Essen. Seine Weiterarbeit war ausschließlich seinen Verbindungen in die USA zu verdanken, insbesondere seinen Beziehungen zu Henry Ford aus der Zeit des Baus des Kölner Fordwerks sowie zu Hans Luther, dem früheren Essener Oberbürgermeister und späteren deutschen Botschafter in den USA.
Edmund Körner war Mitglied in der Freien Deutschen Akademie für Städtebau sowie im Bund Deutscher Architekten (BDA), im Deutschen Werkbund (DWB) und im Ruhrländischen Architekten- und Ingenieur-Verein zu Essen.
An der Ecke Moltkestraße/Camillo-Sitte-Platz im Essener Moltkeviertel steht das 1928/1929 von ihm entworfene Wohn- und Atelier-Haus, das er später nur noch als Atelier nutzte und das Elemente des Backsteinexpressionismus und des Neuen Bauens aufweist. Direkt daneben, am Camillo-Sitte-Platz, baute er wenig später sein Wohnhaus.
Edmund Körner wurde auf dem Essener Parkfriedhof beigesetzt.

## Bauten und Entwürfe

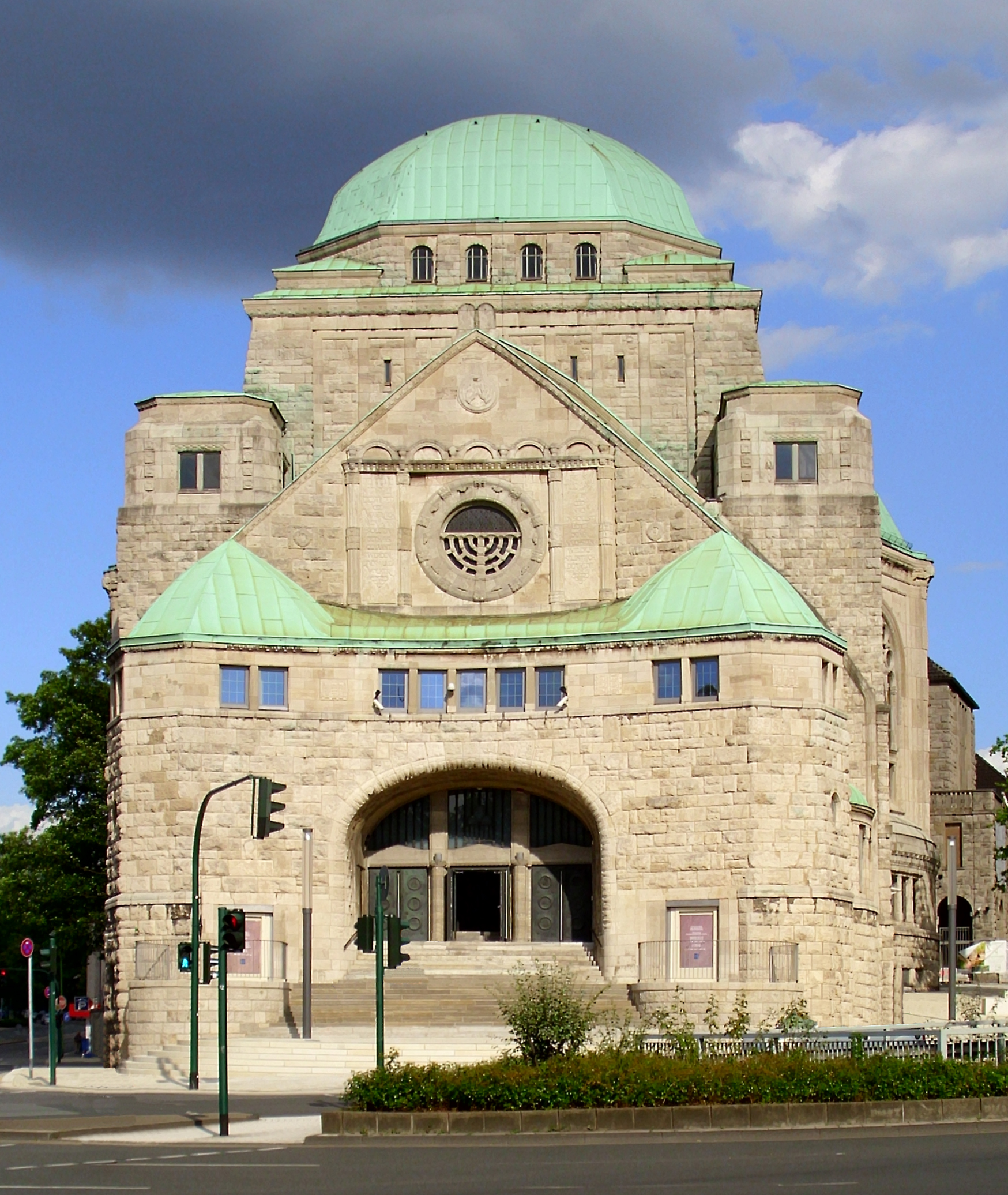
Alte Synagoge in Essen

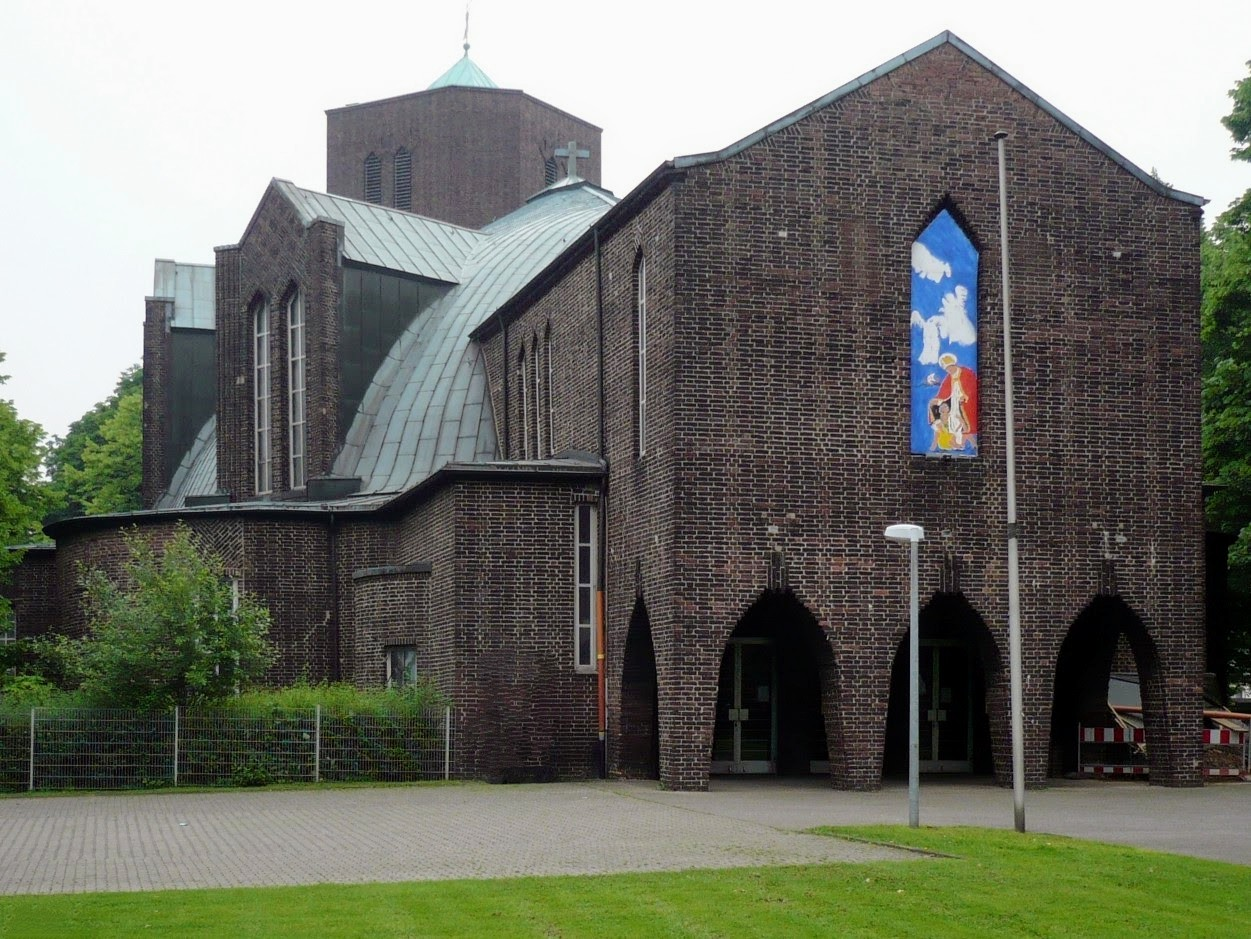
Pfarrkirche Hl. Schutzengel in Essen-Frillendorf

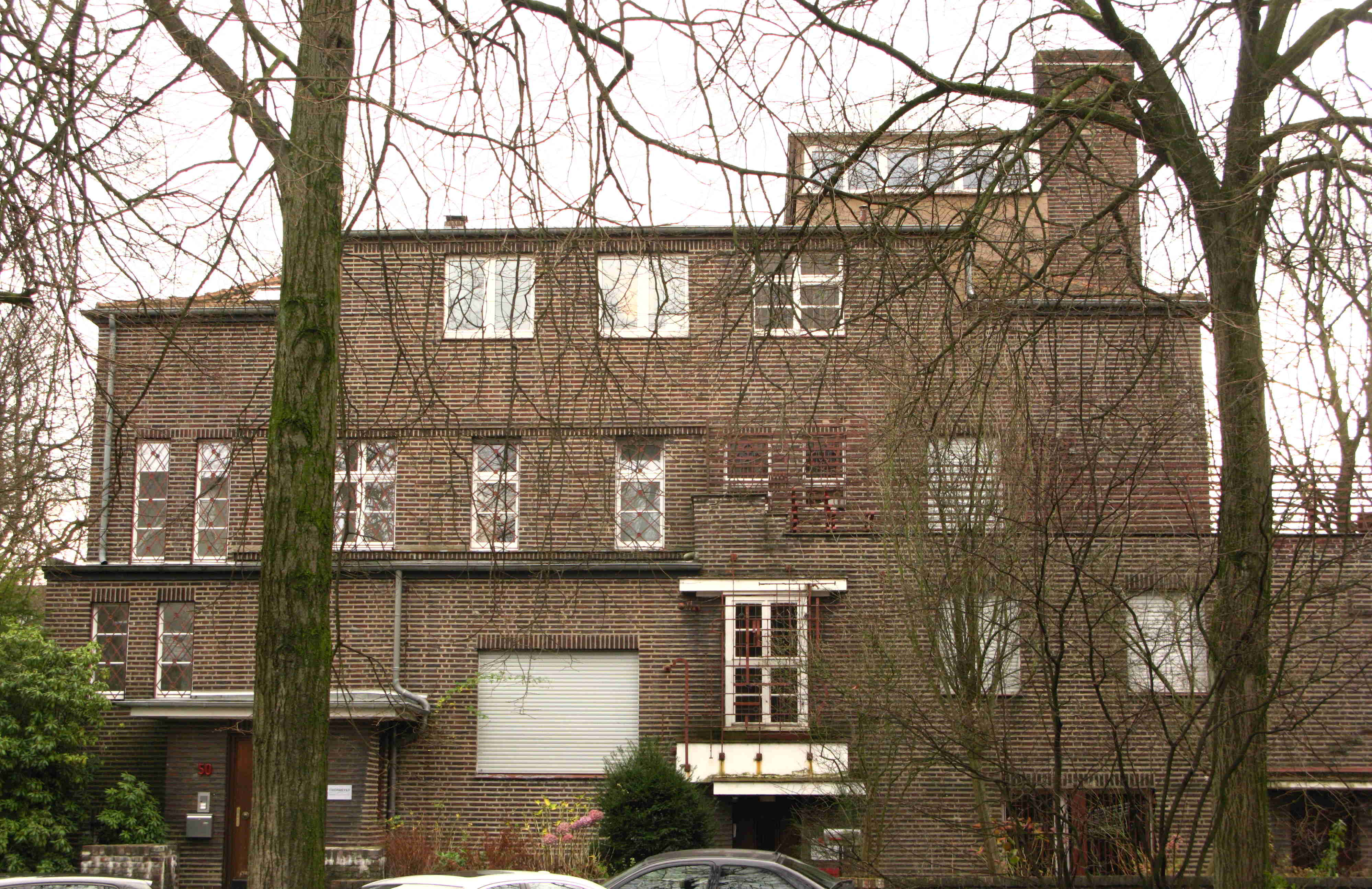
Atelier- (und zunächst auch Wohn-) Haus Körners im Essener Moltkeviertel

- 1906: Wettbewerbsentwurf für die Westend-Synagoge in Frankfurt am Main (nicht ausgeführt)
- Wettbewerbsentwurf 1908, Ausführung 1911–1913: Synagoge in Essen (nach 1945 umgenutzt, seit 1985 unter Denkmalschutz)
- 1909–1910: Gemeinde-Doppelschule Großenbruchstraße (heutige Tiegelschule[5]) in Essen-Segeroth (erhalten, seit 2011 geschlossen, 2014 Übergangsheim für Asylsuchende, 2023 Abriss und Neubau)
- 1910: Portal des Ostfriedhofs in Essen (verändert)
- 1910–1911: Baugewerkschule (später: Kaufmännische Schule III, heute Robert-Schmidt-Berufskolleg) in Essen, Robert-Schmidt-Straße (im Moltkeviertel) (teilweise verändert)
- 1910–1912: Wohnhaus für Eugen von Waldthausen in Essen (zerstört)[6]
- 1911: Wettbewerbsentwurf für das Geschäftshaus der Firma A. Eick Söhne in Essen (nicht ausgeführt)
- 1911–1913: Erweiterungsbau des „Dippelshofs“ für Friedrich Wilhelm Bullrich in (Mühltal-) Traisa bei Darmstadt (unter Denkmalschutz)
Das Herren- und das Damenzimmer sind in dem heutigen (2011) Hotel erhalten. Einige Möbel, die Körner entwarf, sind im Museum Künstlerkolonie Darmstadt auf der Mathildenhöhe in Darmstadt ausgestellt.[7]
- 1913–1914: Kanzlei und Wohnhaus Heinemann in Essen, Zweigertstraße / Kortumstraße
Das später von der Essener Staatsanwaltschaft genutzte Gebäude steht seit den 1990er Jahren ungenutzt unter Denkmalschutz.
- 1914: „Modepavillon“, „Zigarettenpavillon“ und weitere Bauten auf der Ausstellung der Darmstädter Künstlerkolonie 1914 (temporäre Bauten)
- 1914–1915(?): Verwaltungsgebäude der Zeche Amalie in Essen-Altendorf, Helenenstraße 110[8]
- 1915: Denkmalhalle für das Nagelungsdenkmal „Schmied von Essen“, eingeweiht am 25. Juli 1915, im Zweiten Weltkrieg im Grugapark zerstört.
- 1914–1920: Verwaltungsgebäude für die Arenberg’sche AG für Bergbau und Hüttenbetrieb in Essen (nach schweren Kriegsschäden wiederaufgebaut, 1962 abgerissen)
- 1916–1920: Wohnhaus für den Montanunternehmer Reinhold Becker in der Gartenstadt Meererbusch (nur zwei Nebengebäude erhalten)
- 1919–1920: Gebäude der Maschinenfabrik A. W. Mackensen in Magdeburg (erhalten)
- 1920–1921: Ledigenwohnheim der Zeche Helene in Essen (erhalten)
- 1920–1923: Erweiterungsbau des Rheinisch-Westfälischen Kohlen-Syndikats (RWKS) in Essen (letzte bauliche Überreste 1997 abgerissen)
- 1921–1922: „Siedlung am Kaiserpark“ in Altenessen (verändert)
- 1922–1923: diverse Neubauten der Zeche Präsident in Bochum-Hamme (1943 zerstört)
- 1922–1925: Wasserkraftwerk Hohenstein in der Ruhr bei Witten (erhalten)
- 1922–1927 (in zwei Bauabschnitten): Börse in Essen (seit 1934: Haus der Technik) (nach schweren Kriegsschäden stark verändert)
- 1923–1928: Pfarrkirche Hl. Schutzengel in Essen-Frillendorf (unter Denkmalschutz)
- 1924: Grabmal für Gertrud Luther (Ehefrau von Hans Luther) in Berlin (nicht erhalten)
- 1925: Wettbewerbsentwurf für das Rathaus in Bochum (nicht ausgeführt)
- 1925–1926: Wasserturm Frillendorf (erhalten, laut Denkmalliste der Stadt Essen Architekt Arndts unter Einfluß von Prof. Körner)
- 1925–1929: Neubauten des Folkwang-Museums in Essen, Bismarckstraße (zerstört)
- 1926: Doppelwohnhaus Grab / Brune in Mannheim (verändert)
- 1927: Wettbewerbsentwurf für die Frauenfriedenskirche in Frankfurt am Main (nicht ausgeführt)
- 1927: Wettbewerbsentwurf für das Verwaltungsgebäude des Siedlungsverbandes Ruhrkohlenbezirk (SVR) in Essen (3. Preis, ausgeführt nach dem erstplatzierten Entwurf von Alfred Fischer)
- 1927–1929: Wohnhaus für Friedrich Bergius in Heidelberg (teilweise verändert)[9]
- 1928: Verbandspräsidium des Siedlungsverbandes Ruhrkohlenbezirk (SVR) in Essen (verändert)
- 1928–1929: eigenes Atelier- (und zunächst auch Wohn-) Haus in Essen, Moltkestraße / Camillo-Sitte-Platz (erhalten).
- 1929: Verbandspräsidium des Siedlungsverbandes Ruhrkohlenbezirk, Ruhralle 55, Ecke Schinkelstraße in Essen, heute Bezirksregierung Düsseldorf, (verändert)
- 1929–1930: eigenes Wohnhaus in Essen, Camillo-Sitte-Platz 1 (erhalten; direkt neben dem Atelierhaus)
- 1930: Wohnsiedlung in Essen-Altenessen (verändert)
- 1930–1931: Fabrikanlage der Ford Motor Comp. AG in Köln-Niehl (spätere „Halle A“, seit 1997 unter Denkmalschutz)